# Drassodes dagestanus
Drassodes dagestanus es una especie de araña araneomorfa del género Drassodes, familia Gnaphosidae. La especie fue descrita científicamente por Ponomarev & Alieva en 2008.
La longitud del cuerpo del macho es de 9,3 milímetros y de la hembra 10,4-13,1 milímetros. Suele ser encontrada en las zonas y  áreas alpinas y es muy parecida a Drassodes lapidosus. La especie se distribuye por Rusia.